# Eusaurischia
Clade
Taxons de rang inférieur
- † Sauropodomorpha
- Theropoda

Les Eusaurischia (eusaurischiens en français) forment un clade de dinosaures saurischiens apparus au Trias supérieur dans ce qui est aujourd'hui l'Amérique du Sud.
Ils regroupent deux grands ensembles :
- les sauropodomorphes, des herbivores quadrupèdes ou bipèdes ayant vécu jusqu'à la grande extinction de la fin du Crétacé il y a 66 Ma (millions d'années) ;
- les théropodes, des bipèdes comprenant la quasi-totalité des grands dinosaures carnassiers et dont seul le clade des oiseaux modernes, les Neornithes, a survécu à l'extinction de la fin du Crétacé[3].

## Définitions
Le clade des Eusaurischia a été défini par Kevin Padian, John R. Hutchinson et Thomas Holtz en 1999. Il regroupe le dernier ancêtre commun des sauropodomorphes et des théropodes et tous leurs descendants.
En 2004, Max Langer précise cette définition, comme le clade regroupant le dernier ancêtre commun de Cetiosaurus et des Neornithes et tous leurs descendants ou le clade le moins inclusif comprenant Cetiosaurus et les Neornithes. Il exclut ainsi les Herrerasauridae et le genre Eoraptor des Eusaurischia.

## Classification

### Position des Eusaurischia
Le cladogramme très simplifié suivant, d'après Max Langer en 2004, résume la position des Eusaurischia au sein des dinosaures :
- Dinosauria
  - †Ornithischia
    - †Pisanosaurus 
    - 
      - †Heterodontosauridae 
      - †Genasauria
        - †Thyreophora 
        - †Neornithischia 

  - Saurischia
    - †Eoraptor
    - 
      - †Herrerasauridae 
      - Eusaurischia

Cette exclusion des herrerasauridés et d'Eoraptor n'est pas retenue par tous le paléontologues qui placent parfois ces deux taxons parmi les théropodes (C. Hendrickx et ses collègues, 2015).

### Taxons de rang inférieur des Eusaurischia
Le cladogramme suivant des saurischiens, établi par Alejandro Otero et ses collègues en 2015, montre à la fois la position des Eusaurichia parmi les saurischiens, ainsi que les taxons qu'il regroupe jusqu'aux sauropodes :
- Saurischia
  - Herrerasauridae
    - Herrerasaurus
    - Staurikosaurus

  - 
    - Eoraptor
    - Eusaurischia
      - Agnosphitys
      - Theropoda
        - Guaibasaurus
        - 
          - Chindesaurus
          - Neotheropoda

      - Sauropodomorpha
        - Saturnaliinae
          - Saturnalia
          - Chromogisaurus

        - 
          - Pantydraco
          - 
            - Thecodontosaurus
            - 
              - Efraasia
              - 
                - Plateosauravus
                - Plateosauria
                  - Ruehleia
                  - Plateosauridae
                    - Unaysaurus
                    - Plateosaurus

                  - Massopoda
                    - Riojasauridae
                      - Eucnemesaurus
                      - Riojasaurus

                    - 
                      - Sarahsaurus
                      - 
                        - Massospondylidae
                          - 
                            - Lufengosaurus
                            - Glacialisaurus
                            - Coloradisaurus

                          - 
                            - Massospondylus
                            - 
                              - Adeopapposaurus
                              - Leyesaurus

                        - 
                          - Jingshanosaurus
                          - 
                            - Yunnanosaurus
                            - 
                              - Seitaad
                              - Anchisauria
                                - Anchisaurus
                                - Sauropodiformes
                                  - Mussaurus
                                  - 
                                    - Aardonyx
                                    - Leonerasaurus
                                    - Sefapanosaurus
                                    - 
                                      - Melanorosaurus
                                      - Sauropoda